# 奥鲁罗狂欢节

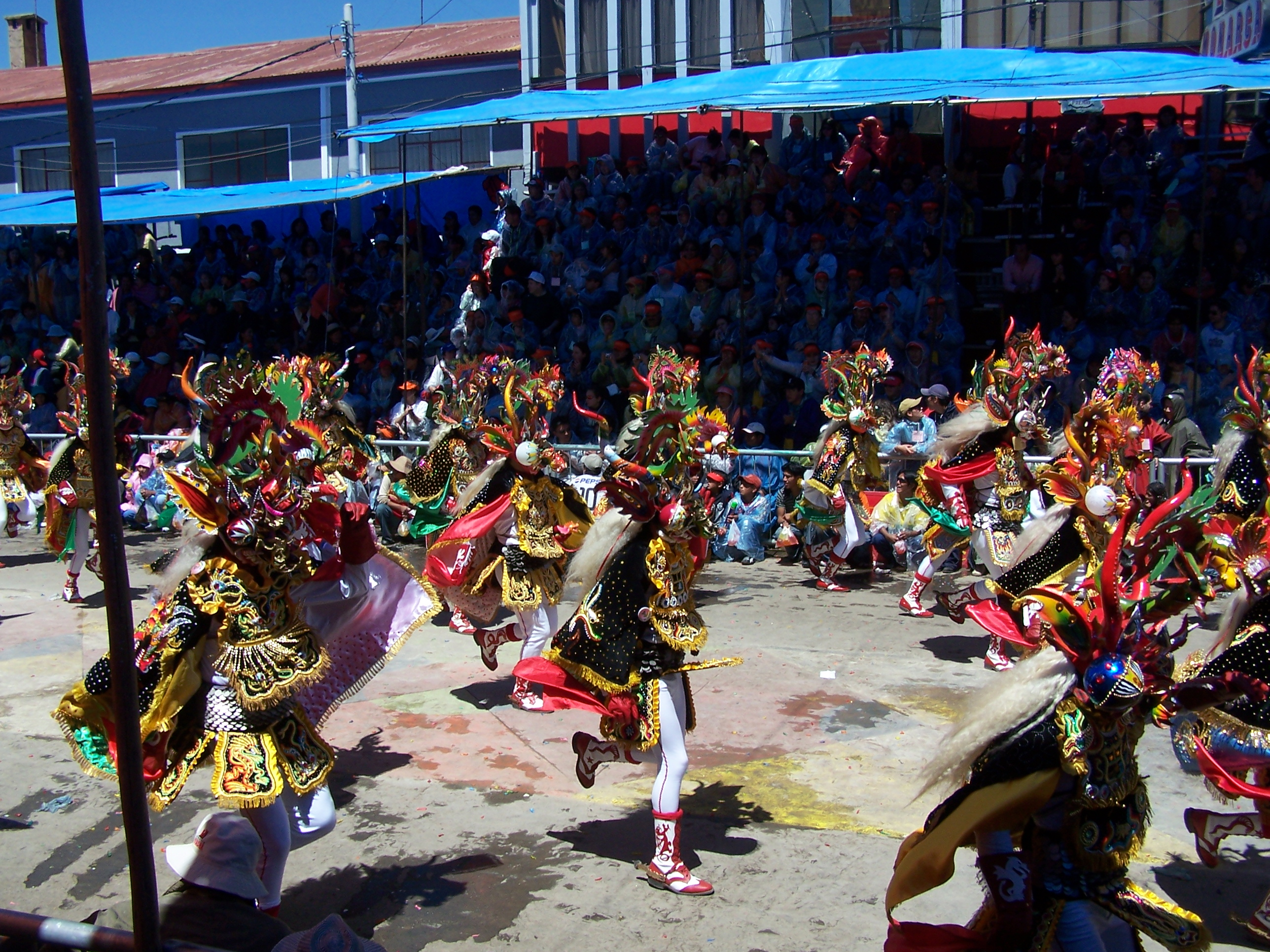

奥鲁罗狂欢节是在玻利维亚奥鲁罗举办的狂欢节。于2008年列入联合国教科文组织人类非物质文化遗产代表作名录。奥鲁罗狂欢节的歷史始於18世纪。